# Alessandro Baricco
Alessandro Baricco (ur. 25 stycznia 1958 w Turynie) – włoski pisarz, autor sztuk teatralnych (Novecento, Davila Roa), krytyk muzyczny i teatralny, eseista (Il genio in fuga, L'anima di Hegel e le mucche del Wisconsin). Zdobył międzynarodową sławę dzięki powieści Jedwab (we Włoszech ponad trzydzieści wydań; 1996 – Włochy, 1998 – Czytelnik, Polska) ukazującej uroki i tajemnice dawnej cywilizacji Wschodu. Ta i kolejne wielokrotnie nagradzane powieści przyniosły mu światowy rozgłos.
Na podstawie monodramu Novecento powstał film 1900: Człowiek legenda (La Leggenda del pianista sull'oceano, 1998) w reżyserii Giuseppego Tornatorego z Timem Rothem w tytułowej roli.
Wydawnictwo Czytelnik wydało
- Jedwab (Seta, 1996) – w 1998
- City (City, 1999) – w 2000
- Ocean morze (Oceano Mare, 1993) – w 2001
- Bez krwi (Senza sangue, 2002) – w 2003
- Homer, Iliada (Omero, Iliade 2004) – w 2005
- Zamki z piasku (Castelli di rabbia, 1991-94) – w 2006
- Ta historia (Questa storia, 2005) – w 2007
- Novecento (Novecento, 1994) – w 2008.